# Autonomous Region in Muslim Mindanao

Flagge der Autonomen Region im moslemischen Mindanao

Siegel der Autonomen Region im moslemischen Mindanao

Die Autonomous Region in Muslim Mindanao (englisch, abgekürzt ARMM; deutsch etwa „Autonome Region im muslimischen Mindanao“) war eine Region im Süden der Philippinen mit mehrheitlich muslimischer Bevölkerung. Die ARMM besaß als einzige philippinische Region Teilautonomie, eine eigene Regierung und ein eigenes Parlament. Sitz der Regionalverwaltung war Cotabato City. Im Januar 2019 wurde aus der ARMM die Bangsamoro Autonomous Region in Muslim Mindanao, abgekürzt BARMM, kurz Bangsamoro gebildet.
Die Region war untergliedert in die Provinzen Basilan, Lanao del Sur, Maguindanao, Sulu und Tawi-Tawi.
Das Bangsamoro Organic Law (BOL), das der amtierende philippinische Präsident Rodrigo Duterte im Juli 2018 unterzeichnete, sah die Schaffung einer Bangsamoro Autonomous Region vor, die eine weitgehende Selbstverwaltung für die Muslime auf Mindanao zur Grundlage haben und die bislang bestehende ARMM ablösen sollte. Mit der Bildung der Bangsamoro Autonomous Region in Muslim Mindanao im Januar 2019, die größere Befugnisse zur Selbstverwaltung besitzt als die bisherige ARMM, ist die Hoffnung auf eine dauerhafte Befriedung der Konflikte auf Mindanao verknüpft.

## Geographie
Die Region war in zwei geographische Gebiete getrennt – Teile des Festlandes von Mindanao und dem Sulu-Archipel.
Die Provinzen Lanao del Sur und Maguindanao befinden sich auf dem Festland von Mindanao und sind hauptsächlich im Zentralteil am Golf von Moro gelegen. Dagegen gehören die Inselprovinzen Basilan, Sulu und Tawi-Tawi zum Sulu-Archipel, der sich im äußersten Südwesten des Landes, unterhalb der Halbinsel von Zamboanga, befindet.
Die Gesamtfläche der Region betrug 11.638 km².

## Demographie und Sprache
Die Provinzen der ARMM zusammen hatten eine Einwohnerzahl von 3.781.387 Menschen.
In der Region sind hauptsächlich die Dialekte Banguingui, Maguindanao, Maranao, Tausug, Yakan und Sama vertreten.

## Verwaltungsgliederung
Die ARMM gliederte sich in fünf Provinzen mit insgesamt 105 eigenständig verwalteten Gemeinden und zwei Städte. Diese sind wiederum unterteilt in 2469 Barangays (Ortsteile). Die Provinz bestand aus insgesamt acht Kongress-Distrikten.

### Provinzen
| Provinz       | Hauptstadt      | Einwohner (2007) | Fläche (km²) | Bevölkerungsdichte (pro km²) |
| ------------- | --------------- | ---------------- | ------------ | ---------------------------- |
| Basilan       | Isabela City    | 408.520          | 1.234,2      | 331                          |
| Lanao del Sur | Marawi City     | 1.138.544        | 3.872,9      | 294                          |
| Maguindanao   | Shariff Aguak   | 710.829          | 2.514        | 282,7                        |
| Sulu          | Jolo            | 849.670          | 1.600,4      | 531                          |
| Tawi-Tawi     | Panglima Sugala | 450.346          | 1.087,4      | 414                          |

1. ↑  Die Zahlen beinhalten nicht Isabela City.
2. ↑  Teil des Bezirks Zamboanga Peninsula.
3. ↑  Die Zahlen beinhalten nicht Cotabato City

2006 wurde die Provinz Shariff Kabunsuan mit der Hauptstadt Datu Odin Sinsuat gegründet. 2008 erklärte das Oberste Gericht die Schaffung jedoch für ungültig, da nur der Kongress jedoch nicht die ARMM neue Provinzen schaffen kann.

### Städte
| Stadt        | Provinz       | Einwohner (2007) | Fläche (km²) | Bevölkerungsdichte (pro km²) |
| ------------ | ------------- | ---------------- | ------------ | ---------------------------- |
| Marawi City  | Lanao del Sur | 177.391          | 87,55        | 2.026,2                      |
| Lamitan City | Basilan       | 82.074           | 354,45       | 231,6                        |

Die christliche geprägte Stadt Isabela City liegt zwar auf der mehrheitlich muslimischen Insel Basilan, sie selbst ist jedoch politisch der Region IX Zamboanga Peninsula zugeordnet.

## Geschichte
Während einer langen Periode der philippinischen Geschichte waren die Region und weite Teile Mindanaos ein eigenständiges Gebiet und vom restlichen Land getrennt. Dies ermöglichte die Entwicklung einer eigenständigen Kultur und Identität. Die Region ist seit dem 15. Jahrhundert die traditionelle Heimat der muslimischen Filipinos, also bereits vor der Ankunft der Spanier auf dem Inselstaat, die erst ab 1565 begannen, große Teile der Philippinen zu kolonialisieren. Muslimische Missionare erreichten Tawi-Tawi um 1380 und begannen mit der Konvertierung der einheimischen Bevölkerung zum Islam. Um 1457 wurde das Sultanat von Sulu gegründet und kurze Zeit danach die Sultanate von Maguindanao und Buayan.
Zu der Zeit, als die meisten Gebiete der Philippinen unter spanischer Herrschaft standen, verteidigten die Sultanate erfolgreich ihre Unabhängigkeit und forderten die Spanische Kolonialmacht durch Überfälle auf christlich dominierte Küstenstädte im Norden immer wieder aufs Neue heraus. Zugleich schlugen sie erfolgreich die immer wiederkehrenden Einfälle der spanischen Truppen in ihr Territorium zurück. Bis zum letzten Viertel des 19. Jahrhunderts wurde das spanische Regime vom Sultanat von Sulu kaum zur Kenntnis genommen und so blieben diese Gebiete außerhalb der Kontrolle der spanischen Kolonialmacht. Diese waren lediglich durch vereinzelte militärische Stützpunkte und Garnisonen bzw. zivile Siedlungen in Zamboanga und Cotabato City repräsentiert. Dieser Zustand blieb bis zu der spanischen Niederlage im Spanisch-Amerikanischen Krieg bestehen.

### Vorgeschichte zur ARMM
Aufgrund der reichen Naturschätze, die Mindanao beherbergt, drangen immer mehr christliche Gruppen von den nördlichen Inseln der Philippinen ein, um sich in den fruchtbaren und lukrativen Gebieten anzusiedeln. Dies machte die Inseln zu einem Schmelztiegel verschiedener Volksgruppen, Kulturen, Traditionen und Religionen. Diese Entwicklung vollzog sich lange Zeit friedlich, änderte sich jedoch, als skrupellose Geschäftsmänner und Politiker die schlechte Bildung der Bevölkerung ausnutzten und daraus ihren Profit schlugen.
Im Februar 1973 eskalierte das Problem in einen bewaffneten Konflikt zwischen der Nationalen Befreiungsfront der Moros (MNLF) und der philippinischen Armee.
Im Rahmen der jahrelangen bewaffneten Auseinandersetzungen verloren Tausende Unschuldige ihr Leben oder wurden vertrieben.
Am 7. Juli 1975 unterzeichnete Präsident Ferdinand E. Marcos den „Presidential Decree Nr. 742“ und den „Letter Of Instruction 290“, die die Western- und Central-Regionen von Mindanao bildeten und das Office of the Regional Commissioner (ORC, deutsch: Büro des Regionalkommissars) in beiden Regionen einsetzte. Trotzdem hörte der bewaffnete Konflikt zwischen der MNLF und dem Militär nicht auf.
Die Situation führte zu einer Intervention der Organisation der Islamischen Konferenz (OIC), das zur Unterzeichnung der Vereinbarung von Tripolis zwischen der philippinischen Regierung und der MNFL am 23. Dezember 1976 führte.
In Zusammenhang mit dieser Vereinbarung unterzeichnete Ferdinand Marcos am 25. März 1977 die „Presidential Proclamation Nr. 1628“ zur Formung der „Autonomous Region in Southern Philippines“. Diese wurde von den meisten Mitgliedern der moslemischen Kämpfer jedoch nicht angenommen.
Am 25. Juli 1979 wurde ein Regional Autonomous Government (Regionale autonome Regierung) in den Regionen West- und Central-Mindanao eingesetzt. Doch auch diese Aktion konnte die Kämpfer nicht von ihren politischen Idealen abbringen.
1986 verfolgte die neue Präsidentin Corazon C. Aquino einen wesentlich energischeren Ansatz, um das Problem in Mindanao zu lösen und Friedensverhandlungen einzuleiten. Der Jeddah Accord, unterzeichnet am 3. Februar 1987 von der philippinischen Regierung und der Führung der MNFL, verpflichtete beide Parteien zur Durchführung von Gesprächen über eine vollständige Einrichtung einer bedeutenderen Regionalautonomie.
1988 wurde der Wortlaut der Verordnung fertiggestellt und dem philippinischen Kongress zur Diskussion und Anerkennung unterbreitet.

### Gründung der ARMM

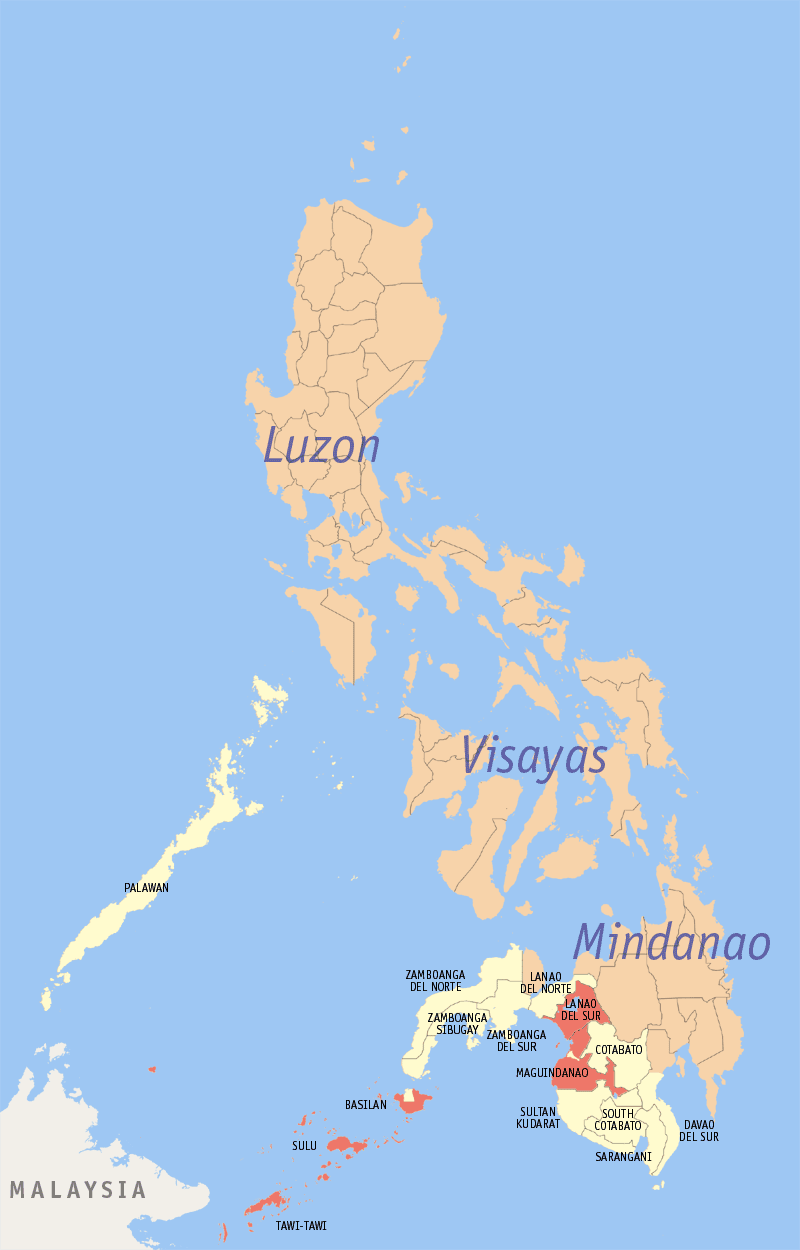
Links
Momentan zur ARMM gehörende Gebiete
Gebiete, die für einen Beitritt zu ARMM vorgeschlagen sind

Der Bezirk Autonomous Region of Muslim Mindanao wurde am 1. August 1989 zum ersten Mal mit dem Republic Act Nr. 6734 eingesetzt.
Eine Volksabstimmung wurde in den Provinzen Basilan, Cotabato, Davao del Sur, Lanao del Norte, Lanao del Sur, Maguindanao, Palawan, South Cotabato, Sultan Kudarat, Sulu, Tawi-Tawi, Zamboanga del Norte und Zamboanga del Sur abgehalten und ebenso in den Städten Cotabato City, Dapitan City, Dipolog City, General Santos City, Iligan City, Marawi City, Pagadian City, Puerto Princesa City sowie in Zamboanga City durchgeführt, um herauszufinden, ob die Einwohner einem Beitritt ihrer Provinz bzw. ihrer Stadt zur ARMM befürworten.
Als einzige votierten die Provinzen Lanao del Sur, Maguindanao, Sulu und Tawi-Tawi mehrheitlich für eine Integration in die neue autonome Region. Die ARMM wurde somit offiziell am 6. November 1990 in Cotabato City, der einstweiligen Bezirkshauptstadt, eingeweiht.
Am 2. September 1996 unterzeichneten die MNFL und die philippinische Regierung die letzte Friedensvereinbarung, die zur Wahl des MNLF-Vorsitzenden Nur Misuari zum Regionalgouverneur der ARMM führte.
Im Jahre 2001 wurde ein neues Gesetz verabschiedet, um die Erweiterung der ARMM durch Aufnahme von Gebieten, deren Provinzen eine Eingliederung zuvor ablehnten, zu ermöglichen. Seit dieser Neuerung sind allerdings nur Marawi City und Basilan, allerdings ohne deren Hauptstadt Isabela City, nachträglich der Region beigetreten.
Am 18. Juli 2008 kündigte der „Friedensberater“ der philippinischen Präsidentin Gloria Arroyo, Hermogenes Esperon, eine weitere Expansion der ARMM an, die auf einer Übereinkunft beruht, die zwischen der philippinischen Regierung und der Islamischen Befreiungsfront der Moros erreicht wurde. Das Abkommen, das nach beinahe sechs Jahren des Dialoges entschieden wurde, überträgt der ARMM die Verantwortung über weitere 712 Ortschaften auf der Insel Mindanao, sowie weiterreichende politische und wirtschaftliche Machtbefugnisse. Die Verhandlungen zum Abschluss dieser Übereinkunft sind jedoch noch nicht vollständig abgeschlossen.

## Politische Struktur

### Exekutive
Der ARMM wurde von einem Regionalgouverneur geleitet. Dieser Gouverneur und sein Vizegouverneur wurden, wie lokale Führungskräfte, direkt gewählt. Regionalverordnungen wurden durch die Regionalversammlung erstellt, ausgearbeitet von Abgeordneten, die ebenfalls durch direkte Abstimmung gewählt wurden.
Die Regionalwahlen fanden regulär ein Jahr nach den Hauptwahlen (national wie lokal) statt, abhängig von der Gesetzgebung des philippinischen Kongresses. Die Regionalverantwortlichen hatten eine feste Amtszeit von drei Jahren, die durch eine Verordnung über den philippinischen Kongress erweitert werden konnten.
| Amtszeit  | Gouverneur               | Partei        | Vizegouverneur             | Partei        |
| --------- | ------------------------ | ------------- | -------------------------- | ------------- |
| 1990–1993 | Zacaria Candao           | Lakas-CMD     | Benjamin Loong             | Lakas-CMD     |
| 1993–1996 | Lininding Pangandaman    | Lakas-CMD     | Nabil Tan                  | Lakas-CMD     |
| 1996–2001 | Nur Misuari              | Lakas-CMD     | Guimid P. Matalam          | Lakas-CMD     |
| 2001      | Alvarez Isnaji           | Lakas-CMD     |                            |               |
| 2001–2005 | Parouk S. Hussin         | Lakas-CMD     | Mahid M. Mutilan           | Lakas-CMD     |
| 2005–2009 | Zaldy Ampatuan           | Lakas-CMD     | Ansaruddin Alonto Adiong   | Lakas-CMD     |
| 2009–2011 | Ansaruddin Alonto Adiong | Lakas-CMD     | Reggie M. Sahali-Generale  | Lakas-CMD     |
| seit 2011 | Mujiv Hataman            | Liberal Party | Haroun Al-Rashid Lucman II | Liberal Party |

### Legislative
Die ARMM hat ein Einkammersystem. Die Regional Legislative Assembly mit einem Sprecher als Vorsitzenden. Es wird gebildet von drei Mitgliedern von jedem Kongressdistrikt. Die momentane Mitgliederzahl beträgt 24, mit 6 Abgeordneten von Lanao del Sur inklusive Marawi City, 6 von Maguindanao, 6 von Sulu, 3 von Basilan und 3 aus Tawi-Tawi.

## Wirtschaft
Die ARMM hat ein Bruttosozialprodukt pro Kopf von nur 3.433 PhP (Philippinischer Peso) im Jahr 2005, 75,8 % weniger als der nationale Durchschnitt von 14.186 PhP. Es ist die niedrigste der 17 philippinischen Bezirke. Das zweitniedrigste Pro-Kopf-Einkommen ist doppelt so groß, wie das der ARMM.
Das Armutsaufkommen im Bezirk beträgt 45,4 % im Jahr 2003, das Doppelte des philippinischen Durchschnitts von 24,4 %. Eine bemerkenswerte Entwicklung wurde in der Bekämpfung der Armut erzielt, die gegenüber den Zahlen aus dem Jahr 2000 um 10,5 % reduziert werden konnten. Nur der Bezirk Caraga hat ein höheres Armutsaufkommen im Jahr 2003. Lanao del Sur hat sein Armutsaufkommen um sogar 26,9 % verringert, was den 12. Platz der erfolgreichsten Provinzen in dieser Kategorie bedeutete. Tawi-Tawi und Sulu haben ihre Zahlen um 18,0 bzw. 17,6 % reduzieren können. Dennoch gehörten im Jahre 2000 alle damaligen vier Provinzen der ARMM zu den zehn ärmsten auf den Philippinen. Im Jahr 2003 haben sich Lanao del Sur, Sulu und Tawi-Tawi aus diesen zehn herausarbeiten können. Nur Maguindanao verblieb in dieser Liste als zweitärmste Provinz bzw. die mit dem zweithöchsten Armutsaufkommen der gesamten Philippinen.
| Provinz       | Armutsaufkommen | Armutsaufkommen | Armutsaufkommen | Armutsaufkommen |
|               | 2003            | 2003            | 2000            | 2000            |
| Prozent       | Rang            | Prozent         | Rang            |                 |
| ------------- | --------------- | --------------- | --------------- | --------------- |
| Basilan       | 33,5            | 40              | 31,5            | 31              |
| Lanao del Sur | 37,6            | 56              | 54,7            | 73              |
| Maguindanao   | 60,4            | 78              | 59,3            | 76              |
| Sulu          | 45,1            | 67              | 58,9            | 75              |
| Tawi-Tawi     | 34,6            | 49              | 52,4            | 70              |

1. ↑  79 Provinzen im Jahr 2003
2. ↑  77 Provinzen mit Daten im Jahr 2000
3. ↑  kein Teil der ARMM im Jahr 2000. 2000 Zahlen beinhalten Isabela City.
4. ↑  Zahlen von 2003 enthalten nicht Isabela City.
5. ↑  Zahlen enthalten nicht Cotabato City.

Ungeachtet seiner autonomen Natur erhält die ARMM schätzungsweise 98 % seiner operativen Steuereinkommen von der Nationalregierung der Philippinen und hat jetzt die Aufgabe, realisierbare Quellen von zusätzlichen Steuereinkommen zu erzeugen. Vielleicht aus diesem Grund sind die Pro-Kopf-Ausgaben für so wichtige Leistungen wie Bildung und Infrastruktur die niedrigsten der Philippinen und die fünf Provinzen der ARMM verbleiben weiterhin in den untersten Rängen der wirtschaftlichen Entwicklung innerhalb des Landes.
So betragen zum Beispiel die Bildungsausgaben pro Student weniger als $100, mit dem Ergebnis, dass die Studenten von Hochschulen der ARMM bei im gesamten Land durchgeführten standardisierten Leistungsprüfungen weitaus schlechter abschneiden als Provinzen anderer Regionen.

## Kulturelles Erbe
Die einheimischen Maguindanao und andere einheimische muslimische/nichtmuslimische Gruppen besitzen eine bemerkenswerte und faszinierende Kultur, die sich um die Kulintang-Musik dreht; Eine spezielle Gong-Musik, die ihre Wurzeln bei den sowohl muslimischen als auch nichtmuslimischen Bevölkerungsgruppen der Südphilippinen hat.
Dabei ist in einem horizontal errichteten Brett ein Satz Gongs eingelassen, die mit zwei hölzernen Klöppeln bespielt werden.

## Weitere Informationen
- Moros (Volk)
- Islam auf den Philippinen
- Bangsamoro
- Mindanao State University